# 素魢
素魢（學名：Girella simplex）又稱素瓜子鱲，為輻鰭魚綱日鱸目魢科魢屬的其中一個種。

## 分布
本魚分布於西南太平洋的澳洲新南威爾斯州海域，生於亞熱帶海洋，為底棲魚類。